# Justicia tetrasperma
Justicia tetrasperma är en akantusväxtart som beskrevs av M. Hedrén. Justicia tetrasperma ingår i släktet Justicia och familjen akantusväxter. Inga underarter finns listade i Catalogue of Life.